# Midland M16
La Midland M16 è una vettura di Formula 1, con cui la scuderia russa affronta il campionato 2006.

## Livrea

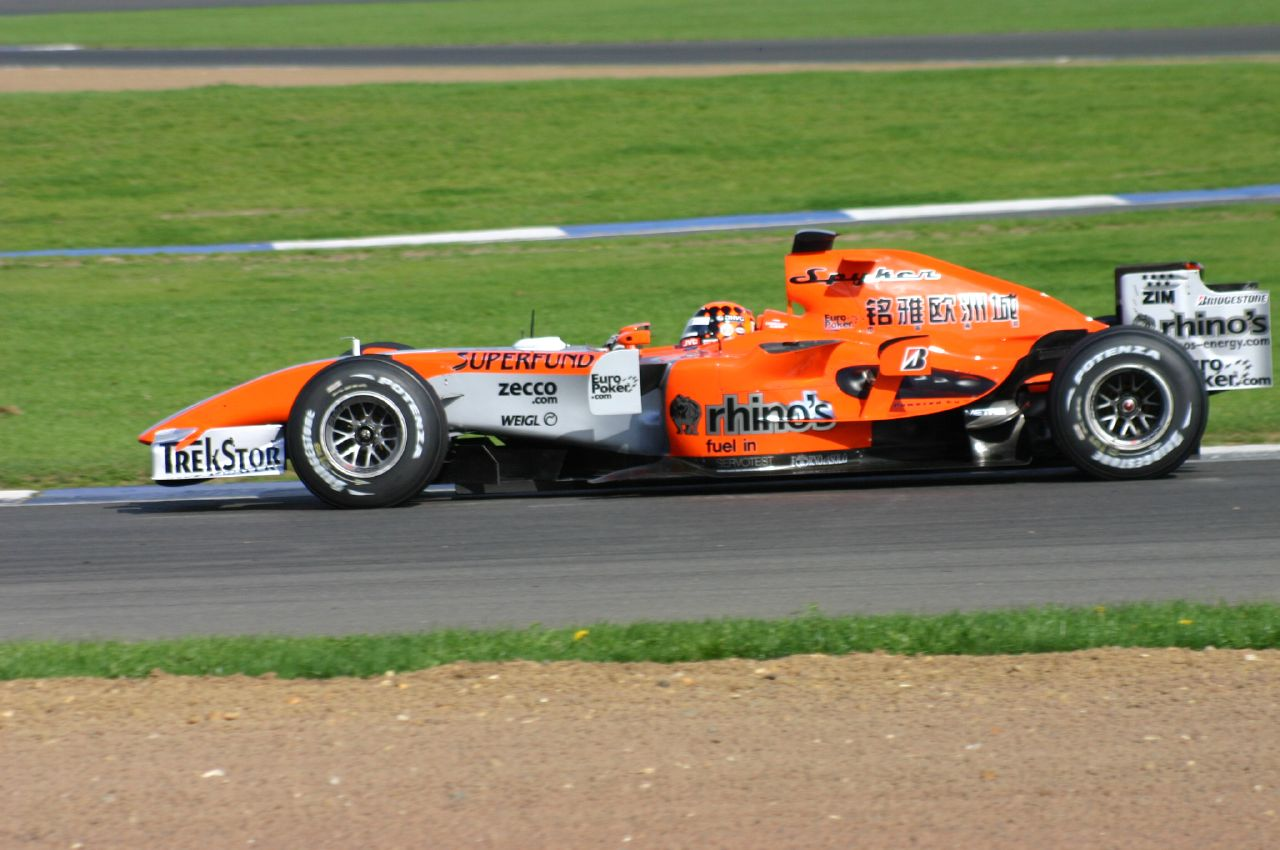
La livrea dopo la vendita a Spyker Cars

La livrea si presenta a colori rosso e grigio, salvo poi passare ad arancione e argento per gli ultimi tre Gran Premi, dopo che la squadra è stata venduta alla Spyker Cars.

## Stagione
Viene confermato Tiago Monteiro, che la stagione precedente ha corso in Jordan, antenata della Midland, e viene ingaggiato Christijan Albers, proveniente dalla Minardi. La vettura è poco competitiva e il team non ottiene punti; il miglior risultato è un nono posto di Monteiro in Ungheria.

## Risultati completi in Formula 1
| Anno | Team | Motore               | Gomme | Piloti   |     |    |     |     |    |     |    |    |     |     |     |    |    |     |     |     |     |    | Punti | Pos. |
| ---- | ---- | -------------------- | ----- | -------- | --- | -- | --- | --- | -- | --- | -- | -- | --- | --- | --- | -- | -- | --- | --- | --- | --- | -- | ----- | ---- |
| 2006 | MF1  | Toyota RVX-06 2.4 V8 | B     | Monteiro | 17  | 13 | Rit | 16  | 12 | 16  | 15 | 16 | 14  | Rit | Rit | SQ | 9  | Rit | Rit | Rit | 16  | 15 | 0     | 10º  |
| 2006 | MF1  | Toyota RVX-06 2.4 V8 | B     | Albers   | Rit | 12 | 11  | Rit | 13 | Rit | 12 | 15 | Rit | Rit | 16  | SQ | 10 | Rit | 17  | 15  | Rit | 14 | 0     | 10º  |